# Balthazar Giørtz
Baltazar Giørtz, (1827-1891) fabrikant og bygherre af Sct. Nicolaj Gade 10 i Ribe - i dag kendt som Ribe Kunstmuseum.
Søn af Christian Giørtz. Stedfar til Elisabeth Riis

## Eksterne links
- Historien om Ribe Kunstmuseum – kort fortalt på ribekunstmuseum.dk

 Der er for få eller ingen kildehenvisninger i denne artikel, hvilket er et problem. Du kan hjælpe ved at angive troværdige kilder til de påstande, som fremføres i artiklen.